# Beckermet
Beckermet – wieś w Anglii, w Kumbrii, w dystrykcie (unitary authority) Cumberland. Leży 62 km na południowy zachód od miasta Carlisle i 398 km na północny zachód od Londynu. W 2001 miejscowość liczyła 2310 mieszkańców.